# Alastair King

Armas de Alastair King

Alastair John Naisbitt King (5 de noviembre de 1968) es un financiero anglo-escocés, elegido Lord alcalde de Londres para 2024/25.

## Biografía
Hijo de Jack King, ex-vicepresidente del Wolfson College de Cambridge, asistió a la Oundle School, antes de pasar a la universidad de Kent (BA) y a la London Business School (MSc). 
Abogado de profesión en « Baker McKenzie », tras incursionar en los mercados emergentes de Asia, fundó en 2016 « Naisbitt King Asset Management Limited », empresa autorizada y regulada por la FCA.
Elegido Alderman desde 2016 y posteriormente como Sheriff de la Ciudad de Londres para 2022/23, King fue nombrado también en 2022 Deputy Lieutenant (DL) del Gran Londres.
Portavoz y promotor de los negocios financieros británicos en el extranjero, el Lord-alcalde de Londres, por discreción del Gobierno de Su Majestad, organiza los banquetes para invitados extranjeros en el Guildhall y la Mansion House de la Ciudad.
Comprometido con la caridad, King es un miembro también de las antiguas excelentísimas compañías de Masones y de Herreros londinenses, siendo elegido Lord-alcalde para tomar posesión del cargo el 8 de noviembre de 2024, tras lo cual será nombrado Caballero de Justicia de la Venerable Orden de San Juan (KStJ).
Asumió oficialmente su cargo como el 696° Lord-alcade de la Ciudad, antes de la « Lord Mayor's Show », en el centro histórico de Londres que es ahora su corazón financiero, el 9 de noviembre de 2024. 
En 2024, King se casó con Florence Walker.

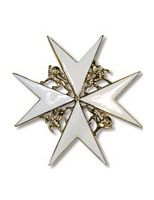
Placa de Caballero de San Juan (KStJ)

## Condecoraciones
- (2025): Caballero de la Venerable Orden de San Juan (KStJ)